# (18610) Артурдент
(18610) Артурдент (англ. Arthurdent) — астероид, входящий в Главный пояс астероидов. Был обнаружен Феликсом Хормутом в Штаркенбургской обсерватории 7 февраля 1998 года и получил предварительное название 1998 CC2, согласно системе именования малых планет. Назван в честь вымышленного персонажа по имени Артур Дент, героя серии юмористических научно-фантастических романов Дугласа Адамса, известной под общим названием «Путеводитель по галактике для путешествующих автостопом».